# نیروهای مسلح انقلاب کوبا
نیروهای مسلح انقلاب کوبا (اسپانیایی: Fuerzas Armadas Revolucionarias‎) مجموعه نیروهای مسلح کوبا است، که در سال ۱۹۵۹ تأسیس شد. نیروهای مسلح انقلاب کوبا از ارتش انقلاب کوبا، نیروی هوایی و پدافند هوایی انقلاب کوبا و نیروی دریایی انقلاب کوبا تشکیل می‌شود.